# Algeriet i olympiska sommarspelen 1984
Algeriet deltog i de olympiska sommarspelen 1984 med en trupp bestående av 33 deltagare och de tog totalt två medaljer.

## Medaljer

### Brons
- Mustapha Moussa - Boxning, lätt tungvikt
- Mohamed Zaoui - Boxning, mellanvikt

## Boxning
Bantamvikt, fristil
- Mustapha Kouchene
  1. Första omgången — Bye
  2. Andra omgången — Förlorade mot Dale Walters (Kanada), 0-5

Fjädervikt, fristil
- Azzedine Said
  1. Första omgången — Bye
  2. Andra omgången — Förlorade mot Omar Catari (Venezuela), efter att domaren stoppat matchen

Lättvikt, fristil
- Ahmed Hadjala
  1. Första omgången — Bye
  2. Andra omgången — Besegrade Umesh Maskey (Nepal), efter att domaren stoppat matchen
  3. Tredje omgången – Förlorade mot Jean Mbereke (Kamerun), på poäng (1:4)

Weltervikt, fristil
- Kamel Abboud
  1. Första omgången — Bye
  2. Andra omgången — Besegrade Henry Kalunga (Zambia), på poäng (5:0)
  3. Tredje omgången – Förlorade mot Alexander Küzler (Västtyskland), på poäng (1:4)

Mellanvikt, fristil
- Mohamed Zaoui →  Brons
  1. Första omgången – Bye
  2. Andra omgången – Besegrade Tsiu Monne (Lesotho), efter att domaren stoppat matchen
  3. Kvartsfinal – Besegrade Moses Mwaba (Zambia), på poäng (4:1)
  4. Semifinal – Förlorade mot Virgil Hill (USA), på poäng (0:5)

Lätt tungvikt, fristil
- Mustapha Moussa →  Brons
  1. Första omgången – Bye
  2. Andra omgången – Besegrade Drake Thadzi (Malawi), på poäng (5:0)
  3. Kvartsfinal – Besegrade Anthony Wilson (Storbritannien), på poäng (5:0)
  4. Semifinal – Förlorade mot Anton Josipović (Jugoslavien), på poäng (0:5)

Tungvikt, fristil
- Mohamed Bouchiche
  1. Första omgången — Bye
  2. Andra omgången — Förlorade mot Willie DeWit (Kanada), på poäng (0:5)

## Friidrott
Herrarnas 200 meter
- Ali Bakhta

Herrarnas 800 meter
- Ahmed Belkessam

Herrarnas 1 500 meter
- Mehdi Aidet
- Abderrahmane Morceli

Herrarnas 5 000 meter
- Abdelrazzak Bounour
  - Heat — 13:51,52
  - Semifinal — 13:57,43 (→ gick inte vidare)

Herrarnas 110 meter häck
- Mohamed Ryad Benhaddad

Herrarnas 20 kilometer gång
- Abdelouahab Ferguene
  - Final — 1:31:24 (→ 26:e plats)

- Benamar Kechkouche
  - Final — 1:34:12 (→ 30:e plats)

Herrarnas släggkastning
- Hakim Toumi
  - Kval — 67,68m (→ gick inte vidare)

## Handboll
Herrar
Gruppspel
| Rank | Lag         | Pld | W | D | L | GF  | GA  | Poäng |  | Socialistiska federativa republiken Jugoslavien | Rumänien | Island | Schweiz | Japan | Algeriet |
| ---- | ----------- | --- | - | - | - | --- | --- | ----- |  | ----------------------------------------------- | -------- | ------ | ------- | ----- | -------- |
| 1.   | Jugoslavien | 5   | 4 | 1 | 0 | 123 | 76  | 9     |  | X                                               | 19:18    | 22:22  | 25:11   | 32:15 | 25:10    |
| 2.   | Rumänien    | 5   | 4 | 0 | 1 | 120 | 91  | 8     |  | 18:19                                           | X        | 26:17  | 23:17   | 28:22 | 25:16    |
| 3.   | Island      | 5   | 3 | 1 | 1 | 102 | 96  | 7     |  | 22:22                                           | 17:26    | X      | 23:16   | 21:17 | 19:15    |
| 4.   | Schweiz     | 5   | 2 | 0 | 3 | 83  | 102 | 4     |  | 11:25                                           | 17:23    | 16:23  | X       | 20:13 | 19:18    |
| 5.   | Japan       | 5   | 1 | 0 | 4 | 84  | 107 | 2     |  | 15:32                                           | 22:28    | 17:21  | 13:20   | X     | 17:16    |
| 6.   | Algeriet    | 5   | 0 | 0 | 5 | 75  | 105 | 0     |  | 10:25                                           | 16:25    | 15:19  | 18:19   | 16:17 | X        |